# Вежа Блазнів (роман)
Вежа Блазнів (нім. Narrenturm) — роман польського письменника Анджея Сапковського у жанрі історичного фентезі, що вперше вийшов 2002 року у польському видавництві SuperNOWA. Є першою частиною трилогії Гуситської.
В Україні вийшов 2006 року у київських видавництвах Зелений пес / Гамазин.

## Анотація до книги

### Україна
Анджей Сапковський (Andrzej Sapkowski) — хто не знає всесвітньо відомого автора «Відьмака»? Іронія, дотепність, віртуозний сюжет, майстерні діалоги, літературні алюзії та інтертекстуальність — фірмові риси авторського стилю цього польського фантаста. Твори Сапковського перечитують, цитують, пародіюють, за його романами знято серіал і художній фільм, ілюстровано комікси, навіть вигадано комп'ютерну іграшку.

Сьогодні український читач має ексклюзивне право долучитися до історично-фантастичного світу Анджея Сапковського. Новий його роман, «Вежа блазнів» — це перша книга трилогії, дія якої розгортається за часів гуситських воєн, коли чехи збунтували проти Риму й розпочали боротьбу з усією Європою. На цьому історичному тлі фантаст розповідає свою історію про жорстокий світ, самотню людину, велику любов та багато іншого. Книгу відзначено премією Зайделя — найпочеснішою нагородою польської фантастики.

Отже, у вас в руках «Вежа блазнів» — перша книга трилогії Анджея Сапковського — перепустка до унікального історично-фантастичного світу цього чудового польського автора.

## Переклад українською
- Анджей Сапковський. Вежа блазнів (Narrenturm). (Книга 1). Переклад з пол.: Андрій Поритко. Київ: Зелений Пес. 2006. 736 с. ISBN 966-365-095-8 ("Іноземний легіон")
- Анджей Сапковський. Вежа блазнів (Narrenturm). (Книга 1). Переклад з пол.: Андрій Поритко. — Харків: Книжковий клуб «Клуб сімейного дозвілля», 2018. — 688 с. ISBN 978-617-12-4755-0